# Enrique Heredia
Enrique Heredia Gambino (1 de janeiro de 1912 — 26 de junho de 1996) foi um ciclista olímpico mexicano. Representou sua nação nos Jogos Olímpicos de Verão de 1932, na prova de velocidade.